# Barbelo
Barbelo (in greco: Βαρβηλώ) si riferisce alla prima emanazione di Dio in varie forme di cosmogonia gnostica. Il Barbelo è spesso descritto come un principio supremo femminile, l'unico antecedente passivo della creazione nella sua molteplicità. Questa figura è anche chiamata "Madre-Padre" (suggerendo un'apparente androginia), "Primo Essere Umano", "Il Triplice Nome Androgino" o "Eternal Eon". La sua sede era così importante tra alcuni gnostici che alcune scuole ricevettero l'appellativo di Barbeliotae, adoratori di Barbelo o gnostici di Barbelo.

## Biblioteca di Nag Hammadi
Nel vangelo apocrifo di Giovanni, un trattato nella biblioteca di Nag Hammadi che contiene la descrizione più ampia del mito della creazione sethiano, il Barbelo è descritto come "il primo potere, la gloria, Barbelo, la gloria perfetta negli eoni.", la gloria della rivelazione». Tutti i successivi atti di creazione all'interno del regno divino (tranne, in modo cruciale, quello dell'eone Sophia) avvengono attraverso la loro cooperazione con Dio. Il testo lo descrive così:
Questo è il primo pensiero, la sua immagine; è diventata il grembo di tutto, poiché è colei che è prima di tutti loro, la Madre-Padre, il primo uomo (Anthropos), lo Spirito Santo, il tre volte maschio, il tre volte potente, il tre volte chiamato androgino, e l'eterno eone tra l'invisibile e il primo a venir fuori.
Barbelo appare in altri scritti di Nag Hammadi:
- Allogeno si riferisce a uno Spirito invisibile doppiamente potente, una vergine maschio femmina, che è il Barbelo.
- Vangelo copto degli egiziani si riferisce a un'emanazione divina chiamata "Madre", che è anche identificata come Barbelo.
- Il Vangelo di Giuda - Giuda Iscariota dice a Gesù che sa di provenire dal regno immortale del Barbelo.
- Marsanes.
- Melchisedec — Due volte, la seconda in una preghiera di Melchisedec: "Sei santo, sei santo, sei santo, Madre degli eoni, Barbelo, nei secoli dei secoli, Amen".
- Le Tre Stele di Set offrono una descrizione del "primo eone, virginale maschio Barbelo, la prima gloria del Padre invisibile, colui che è chiamato 'perfetto'".
- Trimorpha Protennoia ("Primo Pensiero in Tre Forme"), anche in prima persona: "Egli ha perpetuato il Padre di tutti gli eoni, che sono Io, il Pensiero del Padre, Protennoia, cioè Barbelo, la Gloria perfetta, e la Un Invisibile incommensurabile che è nascosto Io sono l'Immagine dello Spirito Invisibile, ed è attraverso di me che Tutto ha preso forma, e (io sono) la Madre (nonché) la Luce che ha designato come Vergine, che è chiamata 'Meirothea ', il Grembo incomprensibile, la Voce illimitata e incommensurabile"
- Zostrianos: l'eone Barbelo è menzionato in molti luoghi.

## Pistis Sophia
Nel Pistis Sophia Barbelo è citata spesso, ma il suo posto non è ben definito. Ella è una delle divinità, «grande potenza del Dio invisibile» (373), unita a Lui e alle tre «tre volte divinità» (379), madre di Pistis Sophia, corpo luce o celeste (13, 128; vedi 116, 121); la terra è apparentemente il "kishan choure matter" di Barbelo (128) o il "luogo di Barbelo" (373).

## Babele
Babele nel libro di Baruch dello gnostico Giustino, il nome del primo dei dodici "angeli materni" nati da Elohim ed Edem (Hippolito. Haer . v. 26, p. 151). È identica ad Afrodite e la madre gli ordina di provocare adulteri e diserzioni tra gli uomini, per vendicare l'abbandono di Edem da parte di Elohim (p. 154). Quando Eracle viene inviato da Elohim come "profeta degli incirconcisi" per sconfiggere "i dodici angeli maligni della creazione", cioè gli angeli materni, Babel, ora identico a Omphale, lo seduce e lo indebolisce (p. 156; x. 15, p.323). 